# Alberto Bottari de Castello

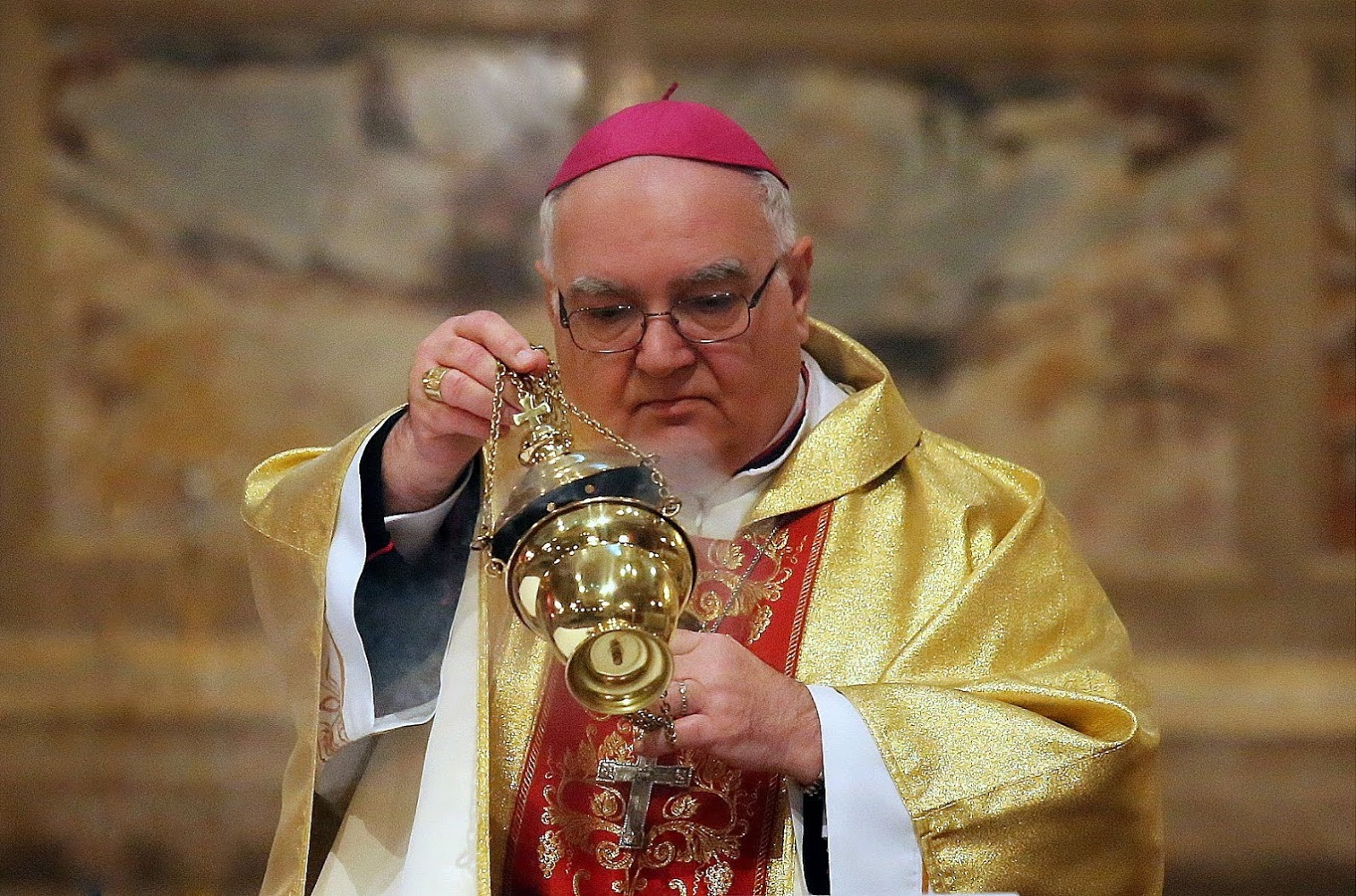
Bottari de Castello (März 2014)

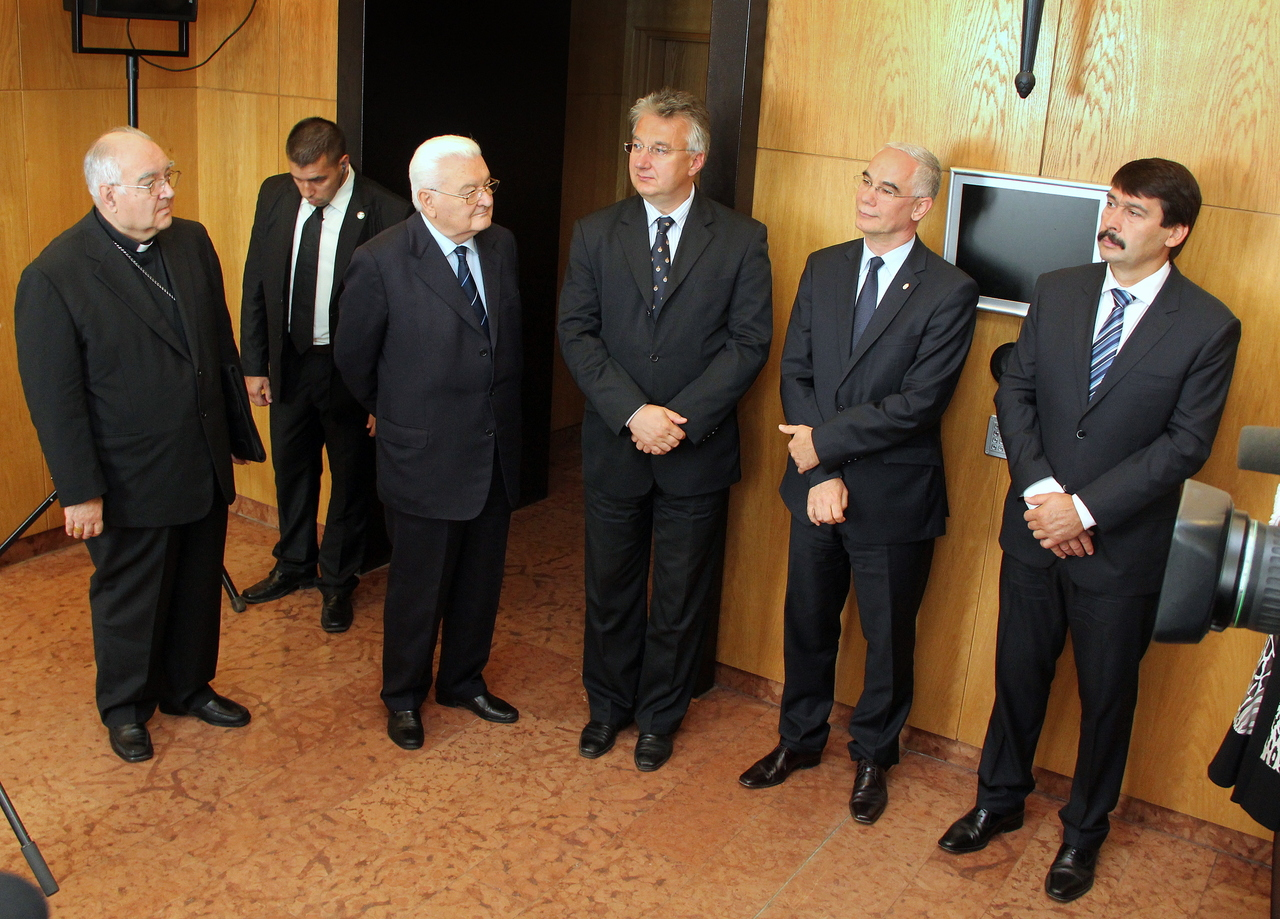
Alberto Bottari de Castello (links), Péter Boross, Zsolt Semjén, Zoltán Balog, János Áder (September 2012)

Alberto Bottari de Castello (* 5. Juli 1942 in Montebelluna; † 13. Juli 2025 in Treviso) war ein italienischer römisch-katholischer Geistlicher, Erzbischof und Diplomat des Heiligen Stuhls.

## Leben
Alberto Bottari de Castello empfing am 11. September 1966 die Priesterweihe für das Bistum Treviso. Nach dem Abschluss der Päpstlichen Diplomatenakademie war er in verschiedenen Apostolischen Nuntiaturen, unter anderem in Zaïre tätig. Papst Paul VI. verlieh ihm am 27. Februar 1976 den Ehrentitel Kaplan Seiner Heiligkeit (Monsignore).
Am 18. Dezember 1999 ernannte ihn Papst Johannes Paul II. zum Titularerzbischof von Foratiana und zum Apostolischen Nuntius für Gambia, Guinea, Liberia und Sierra Leone. Die Bischofsweihe spendete ihm der Papst persönlich am 6. Januar 2000 im Petersdom; Mitkonsekratoren waren die Kurienerzbischöfe Giovanni Battista Re und Marcello Zago.
Am 1. April 2005 wurde er Apostolischer Nuntius in Japan. Papst Benedikt XVI. ernannte ihn am 8. Dezember 2007 zum Titularerzbischof von Opitergium. Am 6. Juni 2011 wurde er zum Apostolischen Nuntius in Ungarn ernannt.
2016 wurde Alberto Bottari de Castello durch Kardinal Edwin Frederick O’Brien, Großmeister des Ritterordens vom Heiligen Grab zu Jerusalem, in der Budapester Matthiaskirche in den päpstlichen Ritterorden investiert. Der stellvertretende Ministerpräsident Zsolt Semjén überreichte ihm 2017 den ungarischen Verdienstorden (Großoffizier). Er war zudem Priorvikar der Delegation Triveneto des Konstantinordens.
Im Dezember 2017 trat er in den altersbedingten Ruhestand.